# Lasioglossum picipes
Lasioglossum picipes är en biart som först beskrevs av Morawitz 1876.  Lasioglossum picipes ingår i släktet smalbin, och familjen vägbin. Inga underarter finns listade i Catalogue of Life.